# Iława (gmina)
Pour la ville, voir Iława.
Iława est une gmina rurale du powiat de Iława, Varmie-Mazurie, dans le nord de la Pologne. Son siège est la ville d'Iława, bien qu'elle ne fasse pas partie du territoire de la gmina.
La gmina couvre une superficie de 423,55 km2 pour une population de 11 828 habitants.

## Géographie
La gmina inclut les villages de Borek, Dąbrowa, Dół, Drwęca, Dziarnówko, Dziarny, Emilianowo, Franciszkowo, Franciszkowo Dolne, Frednowy, Gałdowo, Gardzień, Gromoty, Gulb, Jachimówka, Jażdżówki, Jezierzyce, Jeziorno, Julin, Kałduny, Kaletka, Kamień, Kamień Mały, Kamionka, Karaś, Katarzynki, Kozianka, Kwiry, Laseczno, Laseczno Małe, Ławice, Łowizowo, Makowo, Mały Bór, Mątyki, Mózgowo, Nejdyki, Nowa Wieś, Nowy Ostrów, Owczarnia, Papiernia, Pikus, Prasneta, Praszki, Przejazd, Radomek, Rudzienice, Rudzienice-Kałdunki, Rudzienice-Karłowo, Sąpy, Sarnówek, Segnowy, Siemiany, Skarszewo, Smolniki, Stanowo, Starzykowo, Stradomno, Szałkowo, Szczepkowo, Szeplerzyzna, Szwalewo, Szymbark, Tchórzanka, Tłokowisko, Tynwałd, Urwisko, Wiewiórka, Wikielec, Wilczany, Windyki, Wola Kamieńska, Ząbrowo et Zazdrość.
La gmina borde la ville d'Iława et les gminy de Biskupiec, Kisielice, Lubawa, Miłomłyn, Nowe Miasto Lubawskie, Ostróda, Susz et Zalewo.